# Saint-Gingolph, Haute-Savoie
Saint-Gingolph este o comună în departamentul Haute-Savoie din sud-estul Franței. În 2009 avea o populație de 758 de locuitori.

## Evoluția populației
| An        | 1975 | 1982 | 1990 | 1999 | 2006 | 2009 |
| --------- | ---- | ---- | ---- | ---- | ---- | ---- |
| Populație | 679  | 665  | 677  | 565  | 651  | 758  |